# 1909
1909 is een jaartal volgens de christelijke jaartelling.

## Gebeurtenissen
januari

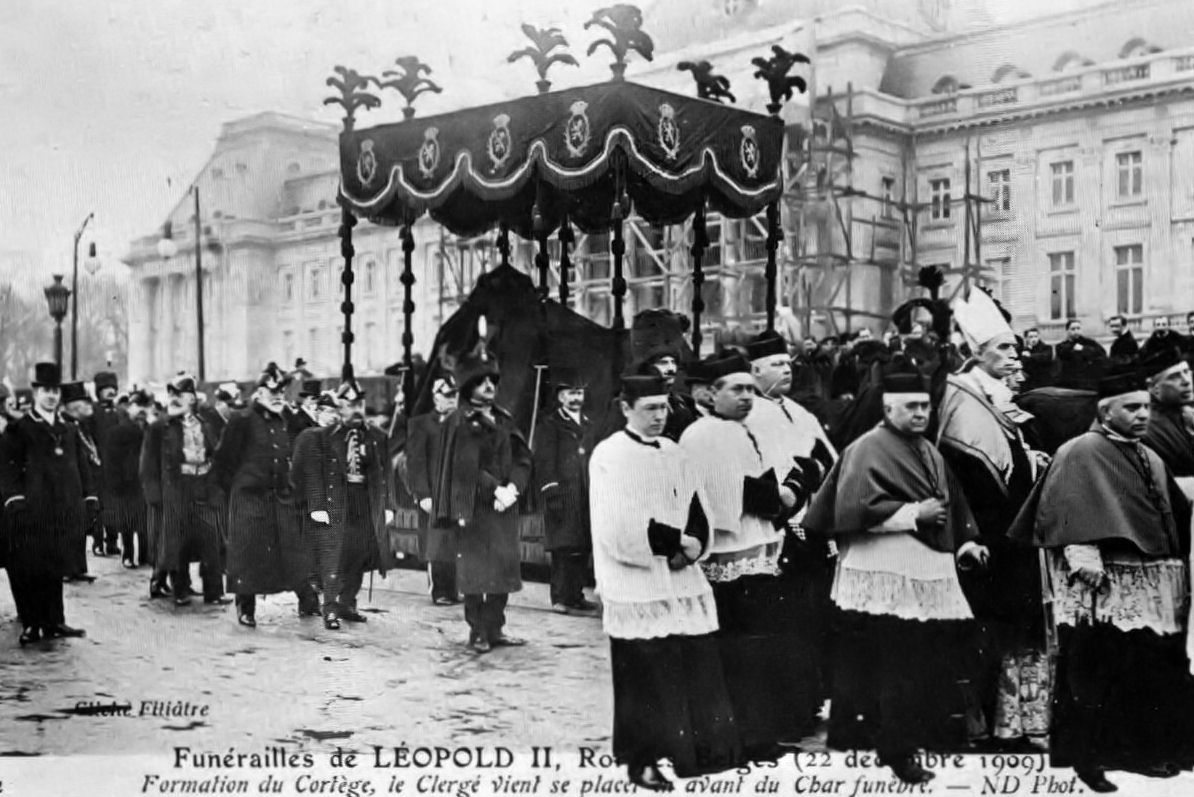
Begrafenis Leopold II

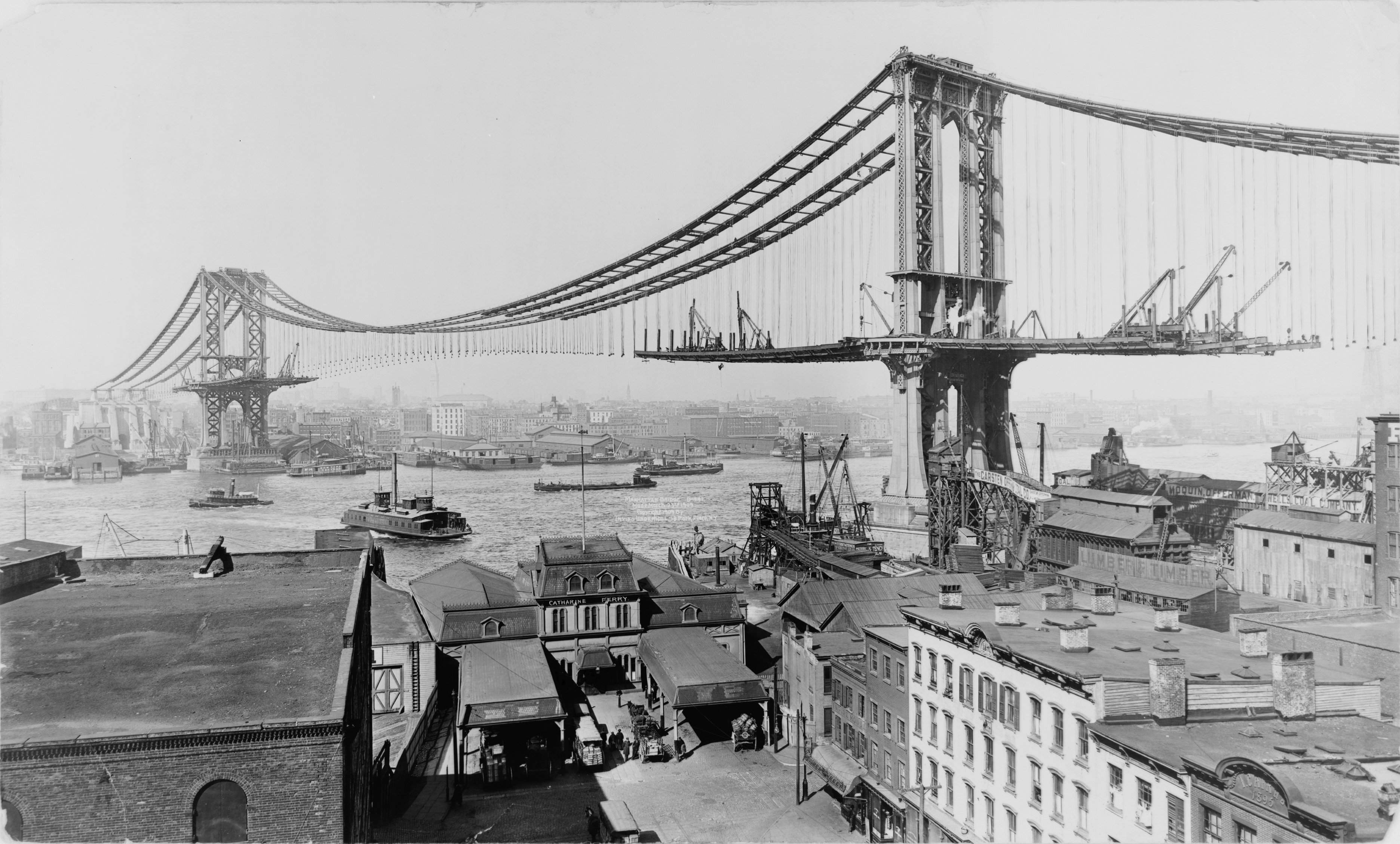
De bouw van de Manhattan Bridge op 23 maart 1909.

- 2 - De eerste Elfstedentocht wordt gereden. Winnaar is Minne Hoekstra
- 5 - Colombia erkent de onafhankelijkheid van Panama.
- 16 - De expeditie van Ernest Shackleton bereikt de magnetische zuidpool.

februari
- 1 - Op de vergadering van de Internationale Opiumcommissie in Shanghai pleit de Amerikaanse delegatie voor een opiumverbod.
- 9 - In de Verenigde Staten wordt federale wetgeving aangenomen om opium te verbieden.
- 12 - Bij de brand in het station van Genève-Cornavin wordt het grootste station van Genève volledig vernield, maar er vallen geen slachtoffers.
- 20 - De Italiaanse journalist Filippo Marinetti publiceert het Futuristisch manifest:“Wij willen de oorlog verheerlijken – enige hygiëne van de wereld – net als het militarisme, het patriottisme, de verwoestende gebaren van de anarchisten, de Ideeën zo mooi om voor te sterven, en de minachting voor de vrouw.”

maart
- 4 - William Howard Taft (1909-1913) volgt Theodore Roosevelt (1901-1909) op als president van de Verenigde Staten.
- 11 - Willem Lodewijk Gymnasium wordt opgericht
- 13 - De Belgische exploitant van een reisbioscoop Jean Desmet opent in Rotterdam een eerste vaste bioscoop: de Cinema Parisien.
- 15 tot 21 - Eerste zesdaagse van Berlijn in de Zoologischer Garten, tevens eerste zesdaagse in Europa.

april
- 6 - Robert Edwin Peary bereikt naar verluidt de Noordpool.
- 11 - Jeanne d'Arc wordt in Rome zalig verklaard.
- 13 - In een tegencoup van conservatieve militairen worden de Jong-Turken in de hoofdstad Constantinopel afgezet en wordt de sultan hersteld in zijn absolute macht.
- 14 - In Teheran wordt de Anglo-Persian Oil Company opgericht om de Iraanse oliebronnen te exploiteren.
- 14 - In de Osmaanse provincie Adana vallen moslims de wijken van de Armeniërs en de Assyriërs aan, die de Jong-Turken zouden hebben gesteund. De moordpartijen ontaarden in een pogrom, die een maand aanhoudt en naar schatting 20.000 tot 30.000 slachtoffers maakt.
- 27 - Sultan Abd-ul-Hamid II wordt door de Jong-Turken afgezet. Mehmet V (Resad) volgt hem op als sultan van het Osmaanse Rijk.

mei
- 1 - Invoering van de standaardtijd in Nederland. Voorheen werd de tijd lokaal aan de stand van de zon bepaald waardoor het in het westen vroeger was dan in het oosten.
- 1 - In Zeeland worden de tollen op de provinciale wegen opgeheven.
- 2 - Pierre de Caters behaalt het eerste Belgische vliegbrevet.
- 23 - Eerste editie van de Marathon van Rotterdam.
- 24 - Stichting door Zweden van Nationaal park Sarek in Lapland, het eerste nationaal park van Europa.
- 30 - In New York komt de Niagara Movement samen. Tijdens deze vergadering wordt de National Association for the Advancement of Colored People opgericht, de oudste nog bestaande burgerrechtenbeweging in de USA.

juni
- 2 - Tijdens de Nederlandse verkiezingscampagne beschuldigt de liberale voorman Tideman de anti-revolutionair Abraham Kuyper ervan tijdens zijn premierschap een koninklijke onderscheiding te hebben toegekend in ruil voor steun aan de verkiezingskas van zijn partij. Deze lintjesaffaire maakt een politieke comeback van Kuyper onmogelijk.
- 5 - Prinses Juliana wordt gedoopt in de Willemskerk te Den Haag.
- 8 - In Paleis Kneuterdijk te Den Haag wordt op initiatief van prins Hendrik het Oranje Kruis voor EHBO opgericht.
- 27 - De Fransman Graaf de Lambert maakt de eerste gemotoriseerde vlucht boven Nederland in Etten-Leur.

juli
- 3 - Het eerste huwelijk in Las Vegas (Verenigde Staten) wordt gesloten.
- 16 - in het Duitse Zwickau wordt autofabrikant Audi opgericht.
- 25 - De Fransman Louis Blériot vliegt als eerste over Het Kanaal.
- 26 - 29 - In Catalonië en met name in Barcelona vindt de Tragische week plaats: een opstand tegen de oproeping van reservisten voor Marokko die hardhandig wordt neergeslagen.

september
- 1 - Eerste Nijmeegse Vierdaagse.
- 12 - De Duitser Max Wolf maakt de eerste fotografische opname van de komeet Halley.
- 12 - De Duitse chemicus Fritz Hofmann krijgt patent op synthetisch rubber.

oktober
- 2 - De eerste rugbywedstrijd op Twickenham in Londen wordt gespeeld tussen Harlequins en Richmond.
- 13 - In Barcelona worden vijf doodvonnissen voltrokken naar aanleiding van de Tragische week van eind juli. Onder hen is de anarchist en pedagoog Francisco Ferrer.

november
- 7 Oprichting van E.K.C.A. De Eerste Korfbal Club Arnhem
- 10 - In Wenen opent de oud-kampioen kunstschaatsen Eduard Engelmann de eerste kunstijsbaan in de openlucht.
- 28 - Wereldpremière van Rachmaninovs derde pianoconcert te New York (New York Symphony Society o.l.v. Walter Damrosch; S. Rachmaninov, piano).

december
- 7 - Leo Baekeland verkrijgt octrooi op bakeliet.
- 14 - Koning Leopold II van België tekent op zijn sterfbed de wet op persoonlijke dienstplicht.
- 23 - Albert I wordt koning der Belgen.

zonder datum
- Militair verdrag tussen Bulgarije en Rusland.
- In Parijs geeft de kapper Antione de actrice Eve Lavallière een kort kapsel, omdat ze een jonger uiterlijk nodig heeft voor een filmrol. Het kapsel Bob is hiermee geboren.
- Oprichting van de Boy Scouts of America.
- Thomas Edison richt de Motion Picture Patents Company op.

## Muziek
- 23 september - Sergej Rachmaninov voltooit het manuscript van zijn Derde pianoconcert.

### Premières
- 20 februari: John Foulds' Holiday sketches
- 11 maart: Frank Bridges Capriccio nr. 2
- 18 april: Sergej Rachmaninovs Dodeneiland
- 19 april: Arnold Bax' Into the twilight
- 27 april: Frank Bridges Fantasie voor pianotrio
- 18 mei: Carl Nielsen en Emilius Bangert: Cantate voor de openingsceremonie van de Nationale tentoonstelling Aarhus 1909
- 16 juni: Frank Bridges Strijkkwartet nr. 1
- 14 juli: Frank Bridges Twee liederen op tekst van Robert Bridges
- 8 september: Frederick Delius' Dansrapsodie nr. 1
- 11 september : Johan Halvorsens Lied van Veslemøy en Vioolconcert
- 25 september: Frank Bridges Dansrapsodie
- 25 september: Christian Sindings Sonate im alten Stil
- 25 september: Arnold Bax' Fatherland
- 7 oktober: De gouden haan van Nikolaj Rimski-Korsakov in het Zimins operatheater in Moskou
- 20 oktober: Edgar Baintons Prometheus
- 22 oktober: Sergej Tanejevs Concertsuite voor viool en orkest
- 24 november: Frank Bridges Pensiero en Allegro appassionato
- 28 november - Sergei Rachmaninoff componeert zijn Piano Concerto nr. 3, Opus 30
- 29 december: Christian Sindings Kantate ved Hundreaarsfæsten for Norges Vel

### Composities
- Franz Lehár schrijft de operettes Der Graf von Luxemburg en Das Fürstenkind
- De Finse componist Jean Sibelius componeert de begrafenismars In Memoriam, opus 59 en de balletscène Balettikohtaus
- Claude Debussy componeert de Children's Corner Suite
- Arnold Schönberg componeert Erwartung, Opus 17

## Beeldende kunst

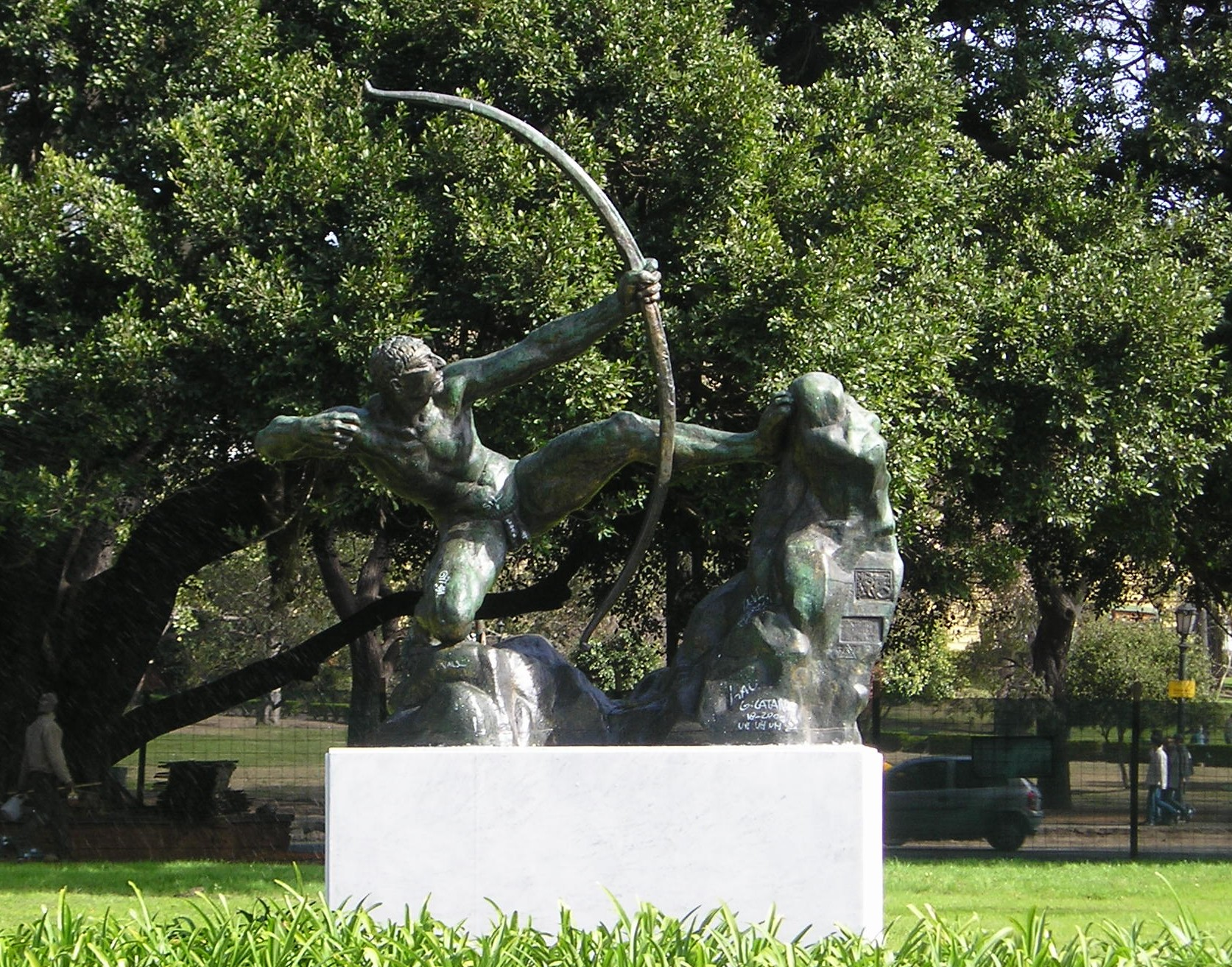
Héraklès Archer (1909) Émile-Antoine Bourdelle, Buenos Aires
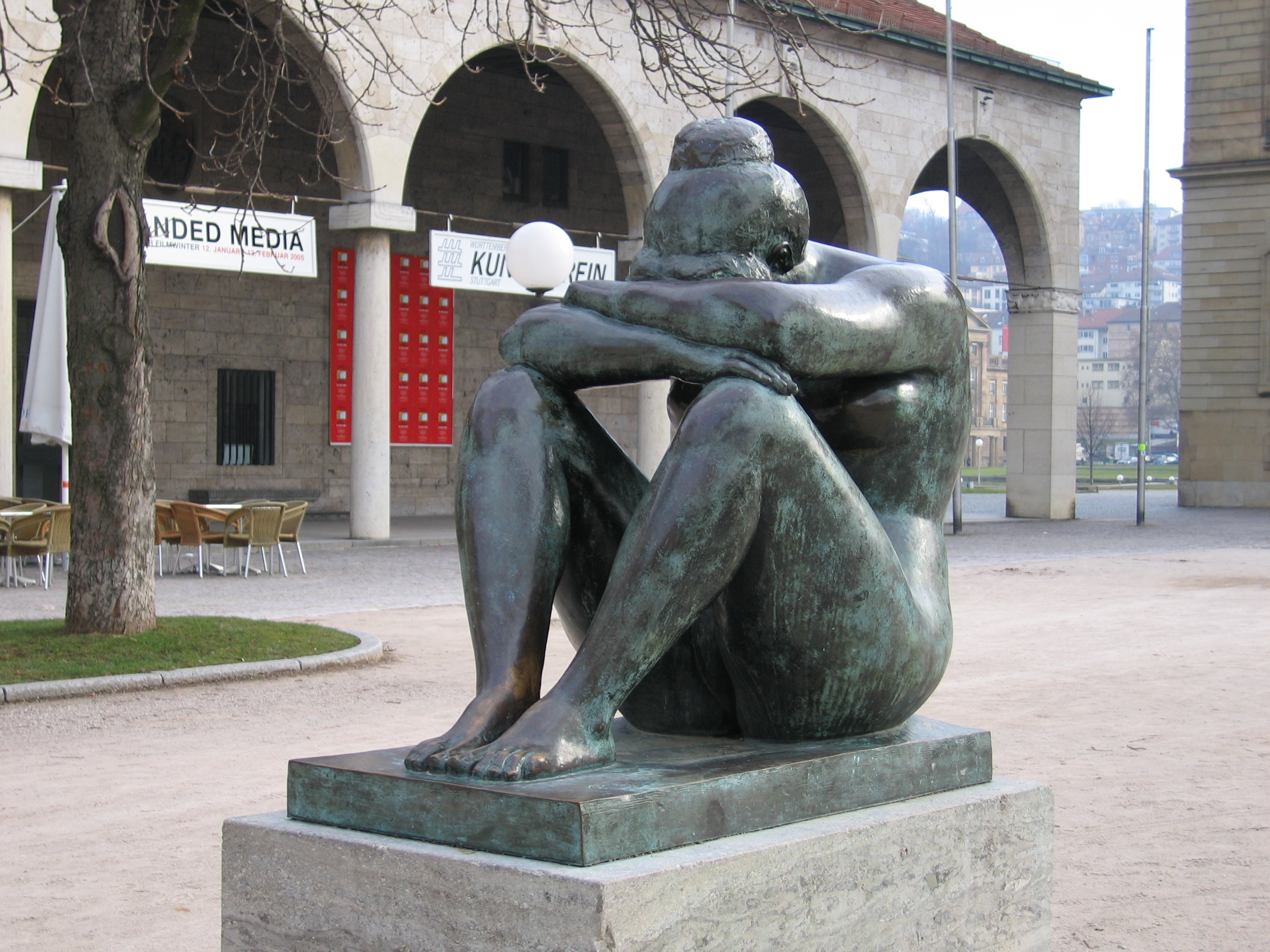
La Nuit (1909) Aristide Maillol, Schloßplatz, Stuttgart

## Bouwkunst

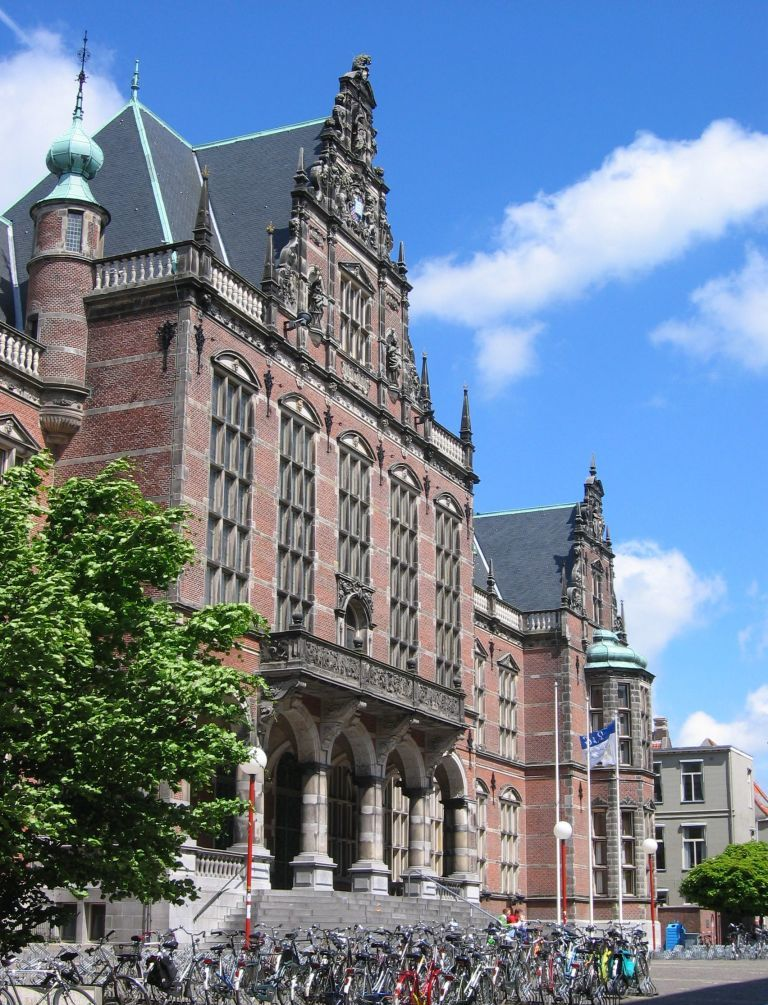
Academiegebouw, Groningen Jan Vrijman

## Geboren

### januari
- 1 - Dana Andrews, Amerikaans filmacteur (overleden 1992)
- 1 - Stepan Bandera, Oekraïens nationalistisch politicus (overleden 1959)
- 1 - Arthur Machado, Braziliaans voetballer (overleden 1997)
- 1 - Ries Mulder, Nederlands kunstschilder (overleden 1973)
- 2 - Riccardo Cassin, Italiaans bergbeklimmer (overleden 2009)
- 2 - Barry Goldwater, Amerikaans politicus (overleden 1998)
- 3 - Victor Borge, Deens-Amerikaans pianist en entertainer (overleden 2000)
- 3 - Friedrich Engel, Duits oorlogsmisdadiger (overleden 2006)
- 5 - Lucienne Bloch, Zwitser-Amerikaans kunstenares (overleden 1999)
- 5 - Stephen Cole Kleene, Amerikaans wiskundige (overleden 1994)
- 8 - Willy Millowitsch, Duits acteur (overleden 1999)
- 9 - Anthony Mamo, eerste president van Malta (overleden 2008)
- 10 - Federico Ezquerra, Spaans wielrenner (overleden 1986)
- 12 - Huub Baarsgarst, Nederlands bokser (overleden 1985)
- 12 - Maria Primatsjenko, Oekraïens schilderes (overleden 1997)
- 14 - Joseph Losey, Amerikaans filmregisseur (overleden 1984)
- 14 - Ernst Neger, Duits carnavals- en schlagerzanger (overleden 1989)
- 15 - Gene Krupa, Amerikaans jazzdrummer (overleden 1973)
- 17 - Piet van Reenen, Nederlands voetballer (overleden 1969)
- 22 - Martha Norelius, Amerikaans zwemster (overleden 1955)
- 22 - U Thant, Birmees diplomaat (secretaris-generaal van de Verenigde Naties 1961-1971) (overleden 1974)
- 26 - Alexander King, Brits wetenschapper en diplomaat (overleden 2007)
- 28 - Gerrit de Morée, Nederlands beeldend kunstenaar (overleden 1981)

### februari
- 1 - George Beverly Shea, Amerikaans gospelzanger (overleden 2013)
- 1 - Cilli Wang, Oostenrijks-Nederlands danseres, cabaretière en theatermaakster (overleden 2005)
- 2 - Frank Albertson, Amerikaans acteur (overleden 1964)
- 2 - Michel Nguyên Khác Ngu, Vietnamees rooms-katholiek bisschop (overleden 2009)
- 3 - André Cayatte, Frans filmregisseur en scenarist (overleden 1989)
- 3 - Simone Weil, Frans filosofe (overleden 1943)
- 7 - Dom Hélder Câmara, Braziliaans rooms-katholiek aartsbisschop (overleden 1999)
- 7 - Silvio Zavala, Mexicaans historicus en diplomaat (overleden 2014)
- 9 - Carmen Miranda, Braziliaans zangeres en actrice (overleden 1955)
- 9 - Giulio Racah, Italiaans wis- en natuurkundige (overleden 1965)
- 9 - Dean Rusk, Amerikaans politicus (overleden 1994)
- 11 - Saturnino de la Fuente Garcia, Spaans supereeuweling (overleden 2022)
- 11 - Joseph L. Mankiewicz, Amerikaans scenarioschrijver, filmregisseur en -producent (overleden 1993)
- 12 - Bernabé Ferreyra, Argentijns voetballer (overleden 1972)
- 13 - Herman Ridderbos, Nederlands predikant en theoloog (overleden 2007)
- 13 - M. Vasalis, Nederlands dichteres (overleden 1998)
- 15 - Josef Frank, Tsjecho-Slowaaks politicus (overleden 1952)
- 15 - Miep Gies, Nederlandse die in de Tweede Wereldoorlog onderdak verleende aan Anne Frank en haar familie (overleden 2010)
- 17 - Arturo Michelini, Italiaans neofascistisch politicus (overleden 1969)
- 17 - Jef Scherens, Belgisch wielrenner (overleden 1986)
- 20 - Heinz Erhardt, Duits komiek, muzikant, entertainer, acteur en dichter (overleden 1979)
- 21 - Jan Smallenbroek, Nederlands politicus (overleden 1974)
- 21 - Gerard Walden, Nederlands acteur en theatermaker (overleden 2005)
- 21 - Hans Erni, Zwitsers kunstenaar (overleden 2015)
- 24 - August Derleth, Amerikaans schrijver (overleden 1971)
- 25 - Geoffrey Dummer, Brits elektrotechnicus (overleden 2002).
- 26 - Koning Talal van Jordanië (overleden 1972)

### maart
- 6 - Bill Schindler, Amerikaans autocoureur (overleden 1952)
- 8 - Dirk Rijnders, Nederlands ambtenaar en politicus (overleden 2006)
- 9 - Rudolf Hiden, Oostenrijks-Frans voetballer (overleden 1973)
- 9 - Stanisław Jerzy Lec, Pools dichter en aforist (overleden 1966)
- 10 - Gerard Croiset, Nederlands paragnost (overleden 1980)
- 10 - Antonie Frans Monna, Nederlands wiskundige en wetenschapshistoricus (overleden 1995)
- 10 - Anton Rom, Duits roeier (overleden 1994)
- 14 - André Pieyre de Mandiargues, Frans schrijver (overleden 1991)
- 18 - Ernest Gallo, Amerikaans wijnondernemer (overleden 2007)
- 19 - Elżbieta Zawacka, Pools vrijheidsstrijder (overleden 2009)
- 21 - Joseph Wiersma, Nederlands verzetsstrijder in de Tweede Wereldoorlog (overleden 1979)
- 24 - Richard Wurmbrand, Roemeens luthers predikant, schrijver en leraar (overleden 2001)
- 30 - Ernst Gombrich, Oostenrijks kunsthistoricus (overleden 2001)
- 31 - Piet Jongeling, Nederlands journalist, verzetsstrijder, politicus en kinderboekenschrijver (overleden 1985)

### april
- 1 - Bill Whitehouse, Brits autocoureur (overleden 1957)
- 3 - Gustav Czopp, Nederlands journalist en acteur (overleden 1944)
- 4 - Werner Stertzenbach, Duits journalist en verzetsstrijder (overleden 2003)
- 5 - Albert R. Broccoli, Amerikaans filmproducent (James Bondfilms) (overleden 1996)
- 6 - Stella Agsteribbe, Nederlands gymnaste (overleden 1943)
- 7 - Adriaan Wesselink, Nederlands astronoom (overleden 1995)
- 8 - Lucien Vincent, Frans autocoureur (overleden 2001)
- 9 – Rudolf Springer, Duits kunsthandelaar en galeriehouder (overleden 2009)
- 13 - Maurice Boulanger, Belgisch atleet (overleden ??)
- 13 - Wim Lagendaal, Nederlands voetballer (overleden 1987)
- 13 - Stanisław Marcin Ulam, Pools-Amerikaans wiskundige (overleden 1984)
- 16 - Beb Bakhuijs, Nederlands voetballer (overleden 1982)
- 17 - Hubert Leynen, Belgisch journalist, schrijver en politicus (overleden 1997)
- 18 - Joyce Cooper, Brits zwemster (overleden 2002)
- 18 - Dolph van der Scheer, Nederlands schaatser (overleden 1966)
- 19 - Conel Alexander, Brits schaker (overleden 1974)
- 19 - Olof Stahre, Zweeds ruiter (overleden 1988)
- 22 - Rita Levi-Montalcini, Italiaans neurologe, Nobelprijswinnares en politica (overleden 2012)
- 24 - Bernhard Grzimek, Duits dierenarts, dierentuindirecteur en maker van dierenfilms (overleden 1987)
- 26 - Marie Stevens, Belgisch atlete (overleden ?)
- 30 - Koningin Juliana der Nederlanden (overleden 2004)

### mei
- 1 - Yannis Rítsos, geëngageerd Nieuwgrieks dichter (overleden 1990)
- 4 - Howard Da Silva, Amerikaans acteur (overleden 1986)
- 5 - Wim Aalders, Nederlands theoloog (overleden 2005)
- 7 - Edwin Land, Amerikaans natuurkundige, ondernemer en uitvinder (overleden 1991)
- 8 - László Rajk, Hongaars politicus (overleden 1949)
- 9 - Eugenio Garin, Italiaans historicus en filosoof (overleden 2004)
- 13 - Heinrich Müller, Oostenrijks voetballer en voetbalcoach (overleden 2000)
- 14 - Godfrey Rampling, Brits olympisch sprinter (overleden 2009)
- 15 - James Mason, Brits acteur (overleden 1989)
- 16 - Rudolf Kompfner, Oostenrijks natuurkundige (overleden 1977)
- 16 - Margaret Sullavan, Amerikaans actrice (overleden 1960)
- 16 - Luigi Villoresi, Italiaans autocoureur (overleden 1997)
- 17 - Karl Schäfer, Oostenrijks kunstschaatser en zwemmer (overleden 1976)
- 18 - Fred Perry, Brits tennisser (overleden 1995)
- 19 - Nicholas Winton, Brits verzetsstrijder (overleden 2015)
- 21 - Maurice Buret, Frans ruiter (overleden 2003)
- 26 - Matt Busby, Schots voetballer en voetbaltrainer (overleden 1994)
- 26 - Adolfo López Mateos, president van Mexico (1958-1964) (overleden 1969)
- 27 - Juan Vicente Pérez Mora, Venezolaans supereeuweling (overleden 2024)
- 27 - Joseph Schauers, Amerikaans roeier (overleden 1987)
- 30 - Benny Goodman, Amerikaans jazzmusicus (overleden 1986)

### juni
- 3 - Sophie Deroisin, Franstalige Belgische schrijfster (overleden 1994)
- 4 - Wim de Kort, Nederlands politicus (overleden 1993)
- 4 - Dignate Robbertz, Nederlands schrijfster (overleden 1986)
- 6 - Isaiah Berlin, Brits liberaal filosoof en politicoloog (overleden 1997)
- 7 - Jessica Tandy, Brits-Amerikaans actrice (overleden 1994)
- 10 - Mike Salay, Amerikaans autocoureur (overleden 1973)
- 11 - Frans Karjagin, Fins voetballer (overleden 1977)
- 12 - Max Tailleur, Joods-Nederlands humorist (overleden 1990)
- 14 - Olle Bexell, Zweeds atleet (overleden 2003)
- 16 - Willi Boskovsky, Oostenrijks dirigent en violist (overleden 1991)
- 18 - Lena Constante, Roemeens schrijver en kunstenaar (overleden 2005)
- 20 - Errol Flynn, Australisch acteur (overleden 1959)
- 22 - Katherine Dunham, Amerikaans antropologe, choreografe, songwriter en burgerrechtenactiviste (overleden 2006)
- 25 - Arnold Badjou, Belgisch voetballer (overleden 1994)
- 26 - Dries van Kuijk, alias 'Colonel Tom Parker', Nederlands manager van Elvis Presley (overleden 1997)
- 26 - Wolfgang Reitherman, Duits-Amerikaans filmregisseur, -producent en tekenaar (overleden 1985)
- 27 - Peter Hahn, Duits-Amerikaans autocoureur (overleden 1991)
- 27 - Wim Schuijt, Nederlands politicus (overleden 2009)
- 28 - Eric Ambler, Engels thrillerschrijver (overleden 1998)

### juli
- 2 - Thurgood Marshall, Amerikaans rechter bij het Hooggerechtshof (overleden 1993)
- 4 - Jan van der Ploeg O.P., Nederlands dominicaan, hoogleraar, apologeet, taalkundige en archeoloog (overleden 2004)
- 6 - Jean Taris, Frans zwemmer (overleden 1977)
- 14 - Alejandro Morera, Costa Ricaans voetballer en politicus (overleden 1995)
- 18 - Daoed Khan, Afghaans president (overleden 1978)
- 19 - Roelof Koops, Nederlands langebaanschaatser (overleden 2008)
- 20 - Jan Bussell, Engels poppenspeler, schrijver en televisiemaker (overleden 1984/85)
- 20 - Georges Guille, Frans politicus (overleden 1985)
- 28 - Bruno Bianchi, Italiaans politicus en vakbondsbestuurder (overleden 1986)
- 28 - Malcolm Lowry, Engels schrijver (overleden 1957)
- 30 - Cyril Northcote Parkinson, Brits historicus en schrijver (overleden 1993)

### augustus
- 2 - Aart Klein, Nederlands fotograaf (overleden 2001)
- 9 - José María Minella, Argentijns voetballer (overleden 1981)
- 10 - Leo Fender, Amerikaans gitaarontwerper (overleden 1991)
- 10 - Mohammed V van Marokko, sultan en koning van Marokko (overleden 1961)
- 12 - Albert Bruce Matthews, Canadees militair (overleden 1991)
- 15 - Daan Zonderland, pseudoniem van Daan van der Vat, Nederlands dichter en schrijver (overleden 1977)
- 15 - G.A. van Oorschot, Nederlands schrijver en uitgever (overleden 1987)
- 20 - Willy Ruys, Nederlands acteur (overleden 1983)
- 21 - Marinus Petrus Antonius den Ouden, Nederlands militair, commandant van het Nederlands Detachement van de Verenigde Naties in Korea (gesneuveld 1951)
- 27 - Sylvère Maes, Belgisch wielrenner (overleden 1966)
- 27 - Charles Pozzi, Frans autocoureur (overleden 2001)
- 27 - Leo Sexton, Amerikaans atleet (overleden 1968)
- 27 - Sidney Yates, Amerikaans politicus (overleden 2000)
- 27 - Lester Young, Amerikaans jazzmuzikant (overleden 1959)
- 31 - Roy Sherman, Amerikaans autocoureur (overleden 1968)

### september
- 3 - Joe Giba, Amerikaans autocoureur (overleden 1986)
- 4 - Johannes Willebrands, Nederlands kardinaal, metropoliet en aartsbisschop (van aartsbisdom Utrecht) (overleden 2006)
- 6 - Severino Minelli, Zwitsers voetballer en voetbalcoach (overleden 1994)
- 7 - Elia Kazan, Amerikaans filmregisseur (overleden 2003)
- 7 - Dries Riphagen, Nederlands crimineel en collaborateur (overleden 1973)
- 9 - Douglas Fairbanks jr., Amerikaans acteur (overleden 2000)
- 9 - Arthur Jonath, Duits atleet (overleden 1963)
- 11 - Joachim Fernau, Duits schrijver, kunstenaar en kunstverzamelaar (overleden 1988)
- 12 - Benne Holwerda, Nederlands theoloog (overleden 1952)
- 12 - Bull Verweij, Nederlands ondernemer, financier van Radio Veronica (overleden 2010)
- 13 - Foguinho, Braziliaans voetballer (overleden 1996)
- 13 - Frits Thors, Nederlands nieuwslezer (overleden 2014)
- 14 - Peter Scott, Brits schilder (overleden 1989)
- 15 - Jan van Aartsen, Nederlands politicus en bestuurder (overleden 1992)
- 16 - Fernand Lodewick, Nederlands literatuurhistoricus (overleden 1995)
- 17 - Kwame Nkrumah, Ghanees staatsman (overleden 1972)
- 17 - Piet Worm, Nederlands beeldend kunstenaar en architect (overleden 1996)
- 21 - Claude Verdan, Zwitsers chirurg (overleden 2006)
- 28 - Al Capp, Amerikaans cartoonist (overleden 1979)

### oktober
- 1 - Everett Sloane, Amerikaans acteur (overleden 1965)
- 3 - Ernst Kalwitzki, Duits voetballer (overleden 1991)
- 6 - Mario Luigi Ciappi O.P., Italiaans kardinaal (overleden 1996)
- 9 - Miguel White, Filipijns atleet (overleden 1942)
- 13 - Herbert Block, Amerikaans redactioneel cartoonist (overleden 2001)
- 13 - Art Tatum, Amerikaans jazzpianist (overleden 1956)
- 15 - Sam Balter, Amerikaans basketballer (overleden 1998)
- 16 - Wim Lambooy, Nederlands burgemeester
- 20 - Carla Laemmle, Amerikaans actrice en ‘flapper-girl’ (overleden 2014)
- 20 - Wilopo, Indonesisch minister-president (overleden 1981)
- 23 - Albert Wairisal, eerste premier van de Republik Maluku Selatan (RMS) (overleden 1990)
- 25 - True Boardman, Amerikaans acteur en scenarioschrijver (overleden 2003)
- 26 - Dante Quinterno, Argentijns striptekenaar (overleden 2003)
- 28 - Francis Bacon, Iers-Brits schilder (overleden 1992)
- 29 - Konrad Freiherr von Wangenheim, Duits ruiter (overleden 1953)
- 29 - Frank Wykoff - Amerikaans atleet (overleden 1980)
- 30 - Donald Brun, Zwitsers grafisch kunstenaar (overleden 1999)
- 30 - Emiel Jozef De Smedt, Belgisch bisschop (overleden 1995)

### november
- 3 - Otto Bonsema, Nederlands voetballer (overleden 1994)
- 3 - James Barrett Reston, Amerikaans journalist (overleden 1995)
- 9 - Massimo Pallottino, Italiaans archeoloog (overleden 1995)
- 9 - Henk van Randwijk, Nederlands verzetsman en journalist (overleden 1966)
- 10 - Paweł Jasienica, Pools historicus (overleden 1970)
- 11 - Piero Scotti, Italiaans autocoureur (overleden 1976)
- 18 - Johnny Mercer, Amerikaans liedjesschrijver (overleden 1976)
- 19 - Peter Drucker, Amerikaans bedrijfskundige en consultant (overleden 2005)
- 20 - Kees Bastiaans, Nederlands kunstschilder (overleden 1986)
- 21- Octacílio Pinheiro Guerra, Braziliaans voetballer (overleden 1967)
- 22 - Eduardo Romualdez, Filipijns topman, minister en diplomaat (overleden 2001)
- 23 - Jean Jadot, Belgisch curie-aartsbisschop (overleden 2009)
- 24 - Gerhard Gentzen, Duits wiskundige (overleden 1945)
- 24 - Hotze de Roos, Nederlands jeugdboekenschrijver (overleden 1991)
- 26 - Frances Dee, Amerikaans actrice (overleden 2004)
- 27 - Carlo Allard Zaalberg, Nederlands hoogleraar Neerlandistiek en literatuurtheoreticus (overleden 2004)

### december
- 2 - Marion Dönhoff, Duits journalist (overleden 2002)
- 4 - Bobbie Heine-Miller, Zuid-Afrikaans tennisspeelster (overleden 2016)
- 12 - Hans Keilson, Nederlands psychiater en schrijver van Duitse origine. (overleden 2011)
- 12 - Karen Morley, Amerikaans actrice (overleden 2003)
- 13 - Jan Beelaerts van Blokland, Nederlands militair (overleden 2005)
- 15 - Frank Henry, Amerikaans ruiter (overleden 1989)
- 17 - Ferdinand aus der Fünten, Duits oorlogsmisdadiger (overleden 1989)
- 17 - Arie Halsema, Nederlands schrijver en illustrator (overleden 1978)
- 18 - Yvonne Cormeau, Belgisch/Brits SOE-agent (overleden 1997)
- 20 - Diane Ellis, Amerikaans actrice (overleden 1930)
- 21 - George Ball, Amerikaans diplomaat (overleden 1994)
- 25 - Joop Landré, Nederlands omroepman (TROS) (overleden 1997)
- 25 - Louis Van Lint, Belgisch kunstschilder (overleden 1986)
- 28 - Mien van den Berg, Nederlands gymnaste (overleden 1995)
- 28 - David Murray, Schots autocoureur (overleden 1973)
- 28 - Toon Weijnen, Nederlands taalkundige (overleden 2008)

### Datum onbekend
- Dick Dooijes, Nederlands letterontwerper en typograaf (overleden 1998)
- Nicolae Massim, Roemeens theaterregisseur en hoogleraar (overleden 1981)

## Overleden
januari
- 13 - Eva Bonnier (51), Zweeds kunstschilderes
- 15 - Arnold Janssen (71), Duits R.K. priester en missionaris; heilige; oprichter van drie congregaties

februari
- 17 - Geronimo (79), opperhoofd van de Apaches

maart
- 12 - Herrmann Julius Meyer (82), Duits uitgever

april
- 12 - Algernon Swinburne (72), Brits dichter

mei
- 18 - George Meredith (81), Engels dichter en romanschrijver
- 19 - Isaac Albéniz (46), Spaans componist

juni
- 27 - Elisa van der Ven (75), Nederlands letterkundige, onderwijzer en conservator

juli
- 8 - Willem Voormolen (53), Nederlands militair, burgemeester en politiefunctionaris
- 18 - Carlos María de los Dolores de Borbón (61)

augustus
- 15 - Laura Theresa Alma-Tadema (57), Engels kunstschilderes
- 27 - Emil Christian Hansen (72), Deens fermentatiefysioloog

september
- 2 - Louis Delacenserie (70), Belgisch architect
- 17 - Mariane van Hogendorp (75), Nederlands sociaal hervormster en feministe
- 17 - Bernard Schmeink (56), Nederlands amateurtenor

oktober
- 26 - Ito Hirobumi (68), Japans politicus

november
- 13 - Æneas Mackay jr. (69), Nederlands premier
- 18 - Renée Vivien (32), Brits dichteres

december
- 17 - Leopold II (74), koning der Belgen
- 24 - Nicolaas Pierson (70), Nederlands bankier en politicus

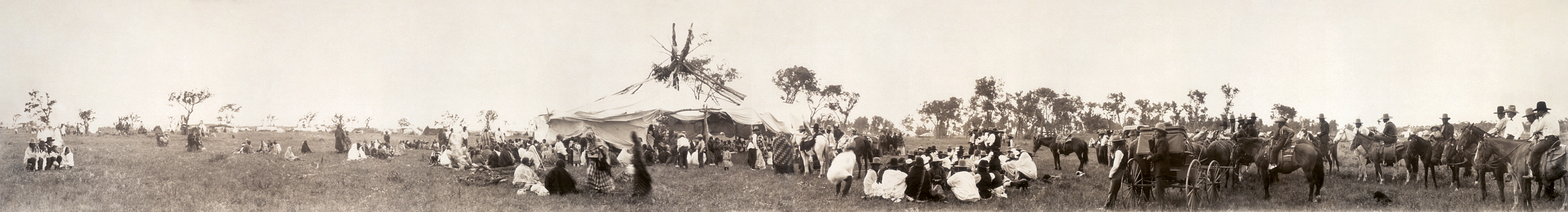
Zonnedansbijeenkomst bij de Cheyennes omstreeks 1909.

## Weerextremen in België
- maart: Maart met laagste luchtdruk: 1001,6 hPa (normaal 1014,9 hPa).
- juli: Geen enkele dag van deze maand werd het warmer dan 25 °C in Ukkel.

Bron: KMI Gegevens Ukkel 1901-2003  met aanvullingen 